# فرضية القرد في حالة السكر

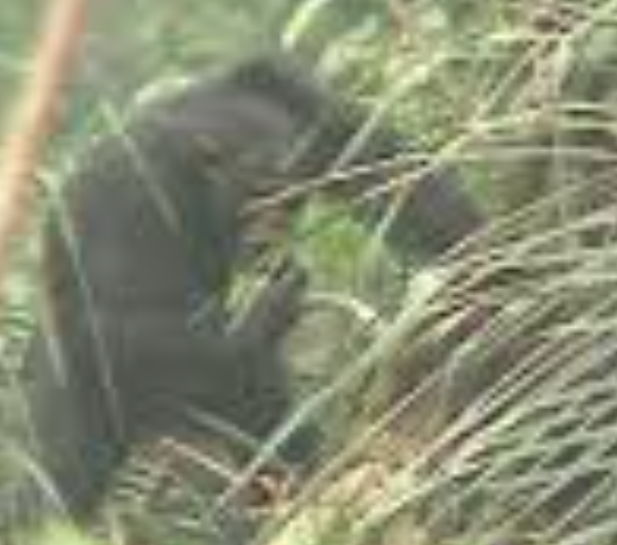
يستخدم ذكر الشمبأنزي البالغ أداة الأوراق لشرب عصارة الرافيا المخمرة.

فرضية القرد في حالة السكر تطرح تساؤل انجذاب الإنسان إلى مادة الإيثانول مشتقة من اعتماد أسلاف الرئيسيات من الإنسان العاقل على الفواكه الناضجة والمخمرة كمصدر للأغذية المهيمنة.مادة الإيثانول في الطبيعة تتواجد في الفواكه الناضجة وفوق الناضجة عندما تقوم الخميرة بتخمير السكريات المتواجدة بالفواكه، وبالتالي الرئيسيات في وقت مبكر (بالإضافة إلى العديد من الحيوانات الآكلة للفواكه) تطورت الجاذبية السلوكية الجينية إلى الجزيء.
الفرضية كانت بالأصل مقدّمة من الدكتور روبيرت دادلي من جامعة كاليفورنيا في بيركلي، وكان موضوع الندوة عام 2004 في الاجتماع السنوي لجمعية التكامل وعلم الاحياء المقارن. كتابه (القرد الثمل: لماذا نحن نشرب ونتعاطى الكحول؟) كان قد نُشر في عام 2014 من قبل مطبعة جامعة كاليفورنيا. دادلي اقترح أنه، في حين أن معظم مواد الإدمان لديها تاريخ قصير نسبيا من الاستخدام البشريّ، الانجذاب الإيثانول واستهلاكه من قبل الرئيسيات المختلفة قد يعود إلى عشرات الملايين من السنين.
من شأن روائح الفاكهة الناضجة أن تساعد الرئيسيات في العثور على السعرات الحرارية النادرة في الغابات الاستوائية المطيرة، بالنظر إلى أن الإيثانول هو جزيء خفيف نسبيا ويُنقل بسرعة عن طريق الرياح من خلال الغطاء النباتي.فائدة هذا الجذب مرة واحدة واستهلاك الإيثانول بتركيزات منخفضة تكمن وراء الميول البشرية الحديثة لاستخدام الكحول وتعاطيه.